# Australian Journal of Chemistry
Das Australian Journal of Chemistry (nach ISO 4 abgekürzt als Aust. J. Chem.) ist eine internationale chemische Fachzeitschrift.
Das Journal ist peer-reviewed und veröffentlicht Arbeiten aus allen Bereichen der Chemie. Es erscheint monatlich und wird von CSIRO Publishing in Zusammenarbeit mit der Commonwealth Scientific and Industrial Research Organisation (CSIRO) herausgegeben.
Der Impact Factor lag im Jahr 2020 bei 1,321. Nach der Statistik des ISI Web of Knowledge wird das Journal mit diesem Impact Factor in der Kategorie multidisziplinäre Chemie an 138. Stelle von 178 Zeitschriften geführt.